# Toba de tinichea (film)
Pentru alte sensuri, vezi Toba de tinichea (dezambiguizare).
Toba de tinichea (în germană Die Blechtrommel) este un film german din anul 1979, regizat de Volker Schlöndorff. El este o adaptare cinematografică a romanului cu același nume al lui Günter Grass. Din punct de vedere stilistic, este o comedie neagră. 
Filmul a câștigat trofeul Palme d'Or la Festivalul Internațional de Film de la Cannes din 1979 și Premiul Oscar pentru cel mai bun film străin (1980).

## Rezumat
David Bennent joacă rolul lui Oskar Matzerath, copilul unei familii de origine cașubiană din zona rurală a Orașului Liber Danzig, născut în anul 1924. El își prezintă cu umor rudele, explicând modul în care bunicul său fiind urmărit de poliție s-a ascuns sub fustele bunicii sale pe un câmp de cartofi. Filmul oferă, de asemenea, o privire asupra nașterii sale, începând de la ieșirea în afara uterului, exprimându-și nemulțumirea de a se fi născut.
La împlinirea vârstei de trei ani, Oskar a primit o micuță tobă de tinichea. La acel moment, considerându-se mai matur decât specimenele jalnice ale umanității adulte pe care le vede în jurul lui, el decide să se oprească din creștere în semn de protest. Prin urmare, se aruncă pe scările care duc în pivniță și se oprește din creștere. Ori de câte ori lumea din jurul lui devine un pic prea greu de suportat, băiatul începe să bată în tobă; când cineva încearcă să-i ia jucăria departe de el, el emite un strigăt ascuțit care sparge geamurile ferestrelor. Pe măsură ce Germania evoluează către nazism și război în deceniile '30 și '40 ale secolului al XX-lea, Oskar continuă să bată cu sălbăticie în toba sa. Numai după invazia sovietică de la sfârșitul războiului, când singurele sale rude supraviețuitoare au fost ucise, el decide să crească din nou.

## Distribuție
- Mario Adorf — Alfred Matzerath
- Angela Winkler — Agnes Matzerath
- Katharina Thalbach — Maria Matzerath
- David Bennent — Oskar Matzerath
- Daniel Olbrychski — Jan Bronski
- Tina Engel — Anna Koljaiczek (tânără)
- Berta Drews — Anna Koljaiczek (bătrână)
- Charles Aznavour — Sigismund Markus
- Roland Teubner — Joseph Koljaiczek
- Tadeusz Kunikowski — Unchiul Vinzenz
- Andréa Ferréol — Lina Greff
- Heinz Bennent — Greff
- Ilse Pagé — Gretchen Scheffler
- Werner Rehm — Scheffler
- Käte Jaenicke — Mama Truczinski
- Helmut Brasch — Bătrânul Heilandt

## Colectiv de producție
- Scenariști - Volker Schlöndorff, Jean-Claude Carrière, Franz Seitz
- Regizor - Volker Schlöndorff

## Controversă
Filmul conține o scenă în care Bennent, pe atunci în vârstă de 11 ani și interpretând un pitic de 16 ani, linge praf efervescent (Ahoj-Brause, un praf de șerbet) din buric, face sex oral cu o fată de 16 ani și, în cele din urmă, are și relații sexuale cu ea (rolul fetei este interpretat de actrița Katharina Thalbach, care avea 24 de ani la acea vreme).
În 1980, Consiliul Cenzorilor din Ontario - Canada a cenzurat această scenă din adaptarea cinematografică a Tobei de tinichea și apoi a interzis-o pe motiv de pornografie infantilă.
În mod similar, la 25 iunie 1997, ca urmare a unei decizii a judecătorului Richard Freeman al Tribunalului Statal, care a vizionat doar o scenă izolată din film, Toba de tinichea a fost interzis în Oklahoma County, Oklahoma, pe motiv de încălcare a legilor statale prin prezentarea de obscenități și scene de sexualitate pedofilă. Toate copiile din Oklahoma City au fost confiscate și, de asemenea, cel puțin o persoană care a închiriat filmul pe casetă video a fost amenințată cu darea în judecată. Michael Camfield, liderul organizației locale a Uniunii Libertăților Civile Americane, a intentat un proces împotriva departamentului de poliție pe 4 iulie 1997, argumentând că i s-a confiscat ilegal caseta video și i s-au încălcat drepturile.
Aceasta a condus la o serie de audieri cu privire la meritele filmului ca un întreg față de scena controversată, precum și a rolului judecătorului ca cenzor. Filmul a fost reabilitat și majoritatea copiilor au fost returnate după câteva luni. Până în 2001, toate cazurile au fost soluționate, iar filmul este disponibil în mod legal în Oklahoma County. Acest incident a fost prezentat în filmul documentar Interzis în Oklahoma care este inclus în varianta DVD Criterion Collection din 2004 a Tobei de tinichea.

## Recepție
Filmul "Toba de tinichea" a fost unul dintre filmele germane cele mai de succes din punct de vedere financiar din anii '70 ai secolului al XX-lea. El a fost distins cu următoarele premii:
- 1979 : Palme d'or la Festivalul Internațional de Film de la Cannes (Franța) - la egalitate cu Apocalypse Now al lui Francis Ford Coppola
- 1980 : Premiul Oscar la categoria cel mai bun film străin (1980) (SUA)
- 1980 : Premiul Bodil la categoria Bodil pentru cel mai bun film european (Danemarca)
- 1980 : Goldene Leinwand (Germania, distincție recompensând filmele care au depășit trei milioane de spectatori în 18 luni)
- 1980 : Premiul National Board of Review la categoria Cel mai bun film într-o limbă străin (SUA)
- 1980 : nominalizat pentru Premiul César la categoria César pentru cel mai bun film străin (Franța)

Enciclopedia cinematografică germană Lexikon des internationalen Films notează acest film cu 4 stele din 5 și îl descrie astfel: „Cu prilejul celei de-a treia aniversări a zilei sale de naștere, Oskar Matzerath, care s-a născut în 1924 în Orașul Liber Danzig, refuză să mai crească și să facă parte din lumea adulților. Copilul etern își exprimă protestul împotriva naziștilor și a aliaților acestora bătând într-o tobă de tinichea și abia după sfârșitul războiului Oskar ia decizia de a crește din nou pentru a avea un cuvânt de spus. Adaptare cinematografică, pusă în scenă într-un mod strălucit și în mare parte fidelă, a romanului lui Günter Grass. O ecranizare de succes opulentă și cu o mare forță senzuală. Filmul a fost distins cu «Oscarul» pentru „cel mai bun film care nu este vorbit în limba engleză.”.